# Loi enveloppée
En théorie des probabilités et dans les statistiques directionnelles, une loi de probabilité enveloppée est une loi de probabilité continue qui décrit les points de données qui se trouvent sur une n -sphère unitaire. En une dimension, une distribution enveloppée est constituée de points sur le cercle unité. Si {\displaystyle \phi } est une variable aléatoire sur la droite réelle avec pour fonction de densité de probabilité {\displaystyle p(\phi )}, alors {\displaystyle z=\mathrm {e} ^{\mathrm {i} \phi }} est une variable circulaire suivant la loi enveloppée {\displaystyle p_{w}(\theta )} et {\displaystyle \theta =\arg(z)} est une variable angulaire dans l'intervalle {\displaystyle (-\pi ,\pi ]} suivant la loi enveloppée {\displaystyle p_{w}(\theta )}.
Toute fonction de densité de probabilité {\displaystyle p(\phi )} sur la droite peut être "enveloppée" autour de la circonférence d'un cercle de rayon unité. Ainsi, la densité de la variable enveloppée
{\displaystyle \theta =\phi \mod 2\pi } sur un intervalle de longueur {\displaystyle 2\pi }
est
{\displaystyle p_{w}(\theta )=\sum _{k=-\infty }^{\infty }{p(\theta +2\pi k)}}
qui est une sommation périodique de période {\displaystyle 2\pi }. On préfère généralement l'intervalle {\displaystyle (-\pi <\theta \leq \pi )} sur lequel on a {\displaystyle \ln(\mathrm {e} ^{\mathrm {i} \theta })=\arg(\mathrm {e} ^{\mathrm {i} \theta })=\theta }.

## Théorie
Dans la plupart des situations, un processus impliquant des statistiques circulaires produit des angles ({\displaystyle \phi }) qui se situent dans l'intervalle {\displaystyle (-\infty ,\infty )}, et sont décrits par une fonction de densité de probabilité « non enveloppée » {\displaystyle p(\phi )}. Cependant, une mesure donnera un angle {\displaystyle \theta } qui se situe dans un intervalle de longueur {\displaystyle 2\pi } (par exemple, {\displaystyle ]0,2\pi ]}). En d’autres termes, une mesure ne peut pas dire si l’angle réel {\displaystyle \phi } ou un angle enveloppé {\displaystyle \theta =\phi +2\pi a}, où {\displaystyle a} est un entier inconnu, a été mesuré.
Si on souhaite calculer l'espérance d’une fonction de l’angle mesuré, ce sera :
{\displaystyle \langle f(\theta )\rangle =\int _{-\infty }^{\infty }p(\phi )f(\phi +2\pi a)\mathrm {d} \phi }.
On peut exprimer l'intégrale comme une somme d'intégrales sur des périodes de {\displaystyle 2\pi } :
{\displaystyle \langle f(\theta )\rangle =\sum _{k=-\infty }^{\infty }\int _{2\pi k}^{2\pi (k+1)}p(\phi )f(\phi +2\pi a)\mathrm {d} \phi }.
En changeant la variable d'intégration en {\displaystyle \theta '=\phi -2\pi k} et en échangeant l'ordre d'intégration et de sommation, on a :
{\displaystyle \langle f(\theta )\rangle =\int _{0}^{2\pi }p_{w}(\theta ')f(\theta '+2\pi a')\mathrm {d} \theta '}
où {\displaystyle p_{w}(\theta ')} est la fonction de densité de la loi enveloppée et {\displaystyle a'} est un autre entier inconnu {\displaystyle (a'=a+k)}. L'entier inconnu {\displaystyle a'} introduit une ambiguïté dans l'espérance de {\displaystyle f(\theta )}, similaire au problème du calcul de la moyenne angulaire (en). Ceci peut être résolu en introduisant le paramètre {\displaystyle z=\mathrm {e} ^{\mathrm {i} \theta }}, dans la mesure où {\displaystyle z} a une relation sans ambiguïté avec le véritable angle {\displaystyle \phi } :
{\displaystyle z=\mathrm {e} ^{\mathrm {i} \theta }=\mathrm {e} ^{\mathrm {i} \phi }.}
Calculer l'espérance d'une fonction de {\displaystyle z} donne des réponses sans ambiguïté :
{\displaystyle \langle f(z)\rangle =\int _{0}^{2\pi }p_{w}(\theta ')f(\mathrm {e} ^{\mathrm {i} \theta '})\mathrm {d} \theta '.}
Pour cette raison, le paramètre {\displaystyle z} est préféré aux angles mesurés {\displaystyle \theta } dans l’analyse statistique circulaire. Cela suggère que la fonction de distribution enveloppée peut elle-même être exprimée en fonction de {\displaystyle z} par :
{\displaystyle \langle f(z)\rangle =\oint {\tilde {p_{w}}}(z)f(z)\,\mathrm {d} z}
où {\displaystyle {\tilde {p_{w}}}(z)} est défini de telle sorte que {\displaystyle p_{w}(\theta )\,|\mathrm {d} \theta |={\tilde {p_{w}}}(z)\,|\mathrm {d} z|}. Ce concept peut être étendu au contexte multivarié par une extension de la somme simple à un certain nombre de {\displaystyle F} sommes qui couvrent toutes les dimensions de l'espace des fonctionnalités :
{\displaystyle p_{w}({\vec {\theta }})=\sum _{k_{1},...,k_{F}=-\infty }^{\infty }{p({\vec {\theta }}+2\pi k_{1}\mathbf {e} _{1}+\dots +2\pi k_{F}\mathbf {e} _{F})}}
où {\displaystyle \mathbf {e} _{k}=(0,\dots ,0,1,0,\dots ,0)^{\mathsf {T}}} est le {\displaystyle k} e vecteur de base euclidienne.

## Expression en termes de fonctions caractéristiques
Une distribution enveloppée fondamentale est le peigne de Dirac, qui est une fonction delta de Dirac enveloppée :
{\displaystyle \Delta _{2\pi }(\theta )=\sum _{k=-\infty }^{\infty }{\delta (\theta +2\pi k)}.}
En utilisant la fonction delta, une distribution générale enveloppée peut être écrite
{\displaystyle p_{w}(\theta )=\sum _{k=-\infty }^{\infty }\int _{-\infty }^{\infty }p(\theta ')\delta (\theta -\theta '+2\pi k)\,\mathrm {d} \theta '.}
En échangeant l'ordre de sommation et d'intégration, toute distribution enveloppée peut être écrite comme la convolution de la distribution non enveloppée et d'un peigne de Dirac :
{\displaystyle p_{w}(\theta )=\int _{-\infty }^{\infty }p(\theta ')\Delta _{2\pi }(\theta -\theta ')\,\mathrm {d} \theta '.}
Le peigne de Dirac peut également être exprimé comme une somme d’exponentielles, on peut donc écrire :
{\displaystyle p_{w}(\theta )={\frac {1}{2\pi }}\,\int _{-\infty }^{\infty }p(\theta ')\sum _{n=-\infty }^{\infty }\mathrm {e} ^{\mathrm {i} n(\theta -\theta ')}\,\mathrm {d} \theta '.}
En échangeant à nouveau l'ordre de sommation et d'intégration :
{\displaystyle p_{w}(\theta )={\frac {1}{2\pi }}\,\sum _{n=-\infty }^{\infty }\int _{-\infty }^{\infty }p(\theta ')\mathrm {e} ^{\mathrm {i} n(\theta -\theta ')}\,\mathrm {d} \theta '.}
En utilisant la définition de {\displaystyle \phi (s)}, la fonction caractéristique de {\displaystyle p(\theta )}, on obtient une série de Laurent autour de zéro pour la distribution enveloppée en termes de fonction caractéristique de la distribution non enveloppée :
{\displaystyle p_{w}(\theta )={\frac {1}{2\pi }}\,\sum _{n=-\infty }^{\infty }\phi (n)\,\mathrm {e} ^{-\mathrm {i} n\theta }}
ou
{\displaystyle {\tilde {p_{w}}}(z)={\frac {1}{2\pi }}\,\sum _{n=-\infty }^{\infty }\phi (n)\,z^{-n}}
De manière analogue aux distributions linéaires, {\displaystyle \phi (m)} est appelée la fonction caractéristique de la distribution enveloppée (ou plus précisément, la suite caractéristique). Il s'agit d'un exemple de la formule de sommation de Poisson, et on peut voir que les coefficients de la série de Fourier pour la distribution enveloppée sont simplement les coefficients de la transformée de Fourier de la distribution non enveloppée à des valeurs entières.

## Moments
Les moments de la distribution enveloppée {\displaystyle p_{w}(z)} sont définis comme :
{\displaystyle \langle z^{m}\rangle =\oint p_{wz}(z)z^{m}\,\mathrm {d} z}.
En exprimant {\displaystyle p_{w}(z)} en termes de fonction caractéristique et en échangeant l'ordre d'intégration et de sommation, on obtient :
{\displaystyle \langle z^{m}\rangle ={\frac {1}{2\pi }}\sum _{n=-\infty }^{\infty }\phi (n)\oint z^{m-n}\,\mathrm {d} z}.
Par le théorème des résidus on en déduit
{\displaystyle \oint z^{m-n}\,\mathrm {d} z=2\pi \delta _{m-n}}
où {\displaystyle \delta _{k}} est la fonction delta de Kronecker. Il s'ensuit que les moments sont simplement égaux à la fonction caractéristique de la distribution non enveloppée pour les arguments entiers :
{\displaystyle \langle z^{m}\rangle =\phi (m)}.

## Génération de variables aléatoires
Si {\displaystyle X} est une variable aléatoire tirée d'une loi de probabilité linéaire {\displaystyle P}, alors {\displaystyle Z=\mathrm {e} ^{\mathrm {i} X}} est une variable circulaire distribuée selon la loi enveloppé {\displaystyle P}, et {\displaystyle \theta =\arg(Z)} est la variable angulaire distribuée selon la loi enveloppée {\displaystyle P}, avec {\displaystyle -\pi <\theta \leq \pi }.

## Entropie
L'entropie informationnelle d'une distribution circulaire avec densité de probabilité {\displaystyle p_{w}(\theta )} est définie comme:
{\displaystyle H=-\int _{\Gamma }p_{w}(\theta )\,\ln(p_{w}(\theta ))\,\mathrm {d} \theta }
où {\displaystyle \Gamma } est un intervalle de longueur {\displaystyle 2\pi }. Si la densité de probabilité et son logarithme peuvent être exprimés sous forme de série de Fourier (ou plus généralement, par n'importe quelle transformée intégrale sur le cercle), la base orthogonale (en) de la série peut être utilisée pour obtenir une expression sous forme fermée de l'entropie.
Les moments de la loi {\displaystyle \phi (n)} sont les coefficients de Fourier du développement en série de Fourier de la densité de probabilité :
{\displaystyle p_{w}(\theta )={\frac {1}{2\pi }}\sum _{n=-\infty }^{\infty }\phi _{n}\mathrm {e} ^{-\mathrm {i} n\theta }.}
Si le logarithme de la densité de probabilité peut également être exprimé sous forme de série de Fourier :
{\displaystyle \ln(p_{w}(\theta ))=\sum _{m=-\infty }^{\infty }c_{m}\mathrm {e} ^{\mathrm {i} m\theta }}
où
{\displaystyle c_{m}={\frac {1}{2\pi }}\int _{\Gamma }\ln(p_{w}(\theta ))\mathrm {e} ^{-\mathrm {i} m\theta }\,\mathrm {d} \theta .}
Ensuite, en échangeant l’ordre d’intégration et de sommation, l’entropie peut s’écrire :
{\displaystyle H=-{\frac {1}{2\pi }}\sum _{m=-\infty }^{\infty }\sum _{n=-\infty }^{\infty }c_{m}\phi _{n}\int _{\Gamma }\mathrm {e} ^{\mathrm {i} (m-n)\theta }\,\mathrm {d} \theta .}
En utilisant l'orthogonalité de la base de Fourier, l'intégrale peut être réduite à :
{\displaystyle H=-\sum _{n=-\infty }^{\infty }c_{n}\phi _{n}.}
Pour le cas particulier où la densité de probabilité est symétrique par rapport à la moyenne, {\displaystyle c_{-m}=c_{m}} et le logarithme peut s'écrire :
{\displaystyle \ln(p_{w}(\theta ))=c_{0}+2\sum _{m=1}^{\infty }c_{m}\cos(m\theta )}
et
{\displaystyle c_{m}={\frac {1}{2\pi }}\int _{\Gamma }\ln(p_{w}(\theta ))\cos(m\theta )\,\mathrm {d} \theta }
et, puisque la normalisation exige que {\displaystyle \phi _{0}=1}, l'entropie peut s'écrire :
{\displaystyle H=-c_{0}-2\sum _{n=1}^{\infty }c_{n}\phi _{n}.}

## Voir également
- Loi normale enveloppée (en)
- Loi de Cauchy enveloppée (en)
- Loi exponentielle enveloppée (en)